# Сара Тумі
Сара Тумі — туніська екоактивістка, соціальна підприємиця та феміністка, яка працювала над зупиненням опустелювання Тунісу.

## Раннє життя
Сара Тумі народилася у Франції; її батько був тунісцем, а мати — француженкою. В 2008 році у Парижі Сара Тумі заснувала мережу та інкубатор для студентів-екологів Dream.

## Екологічна робота
Після переїзду до Тунісу в 2012 році вона заснувала проєкт Acacias for All, спрямований на боротьбу з триваючим опустелюванням країни. Тумі відвідала Бір-Салах, де жив її дід, і побачила різницю, яку викликають опустелювання та нестача води на навколишній землі за тривалий період часу. Вона була вражена змінами і це спонукало її діяти. Тумі бачила, які наслідки спричинило опустелювання на місцевих жінок, яких зганяли працювати на низькооплачувану роботу в містах.
Після того, як Міністерство довкілля відхилило її план зупинки опустелювання, Тумі виявила, що туніські банки не дадуть їй жодного стартового капіталу, оскільки вона жінка. Пізніше вона пояснила: «Кожного разу, коли я отримувала „ні“, це було для мене мотивацією. Мене спало на думку, що я буду боротися за рівні права жінок у суспільстві і що акації для всіх мають бути першим кроком». У відповідь на це вона збирала гроші на краудфандингу, заробивши 3000 євро.
Тумі адаптувала фонд, щоб дати можливість місцевим фермерам використовувати акації для отримання джерела доходу за рахунок продажу камеді та олії з посухостійких дерев морінги. Хоча вона переконалася, що першими фермерами були жінки, вона зрозуміла, що хоче бачити рівність статей, і включила фермерів-чоловіків до профспілки, створеної завдяки її роботі.
За свою роботу над цим проєктом Сара Тумі була названа єдиною арабською чи африканською людиною у списку Forbes із 30 підприємців та підприємиць до 30 років на 2016 рік. Згодом проєкт отримав назву 1milliontrees4Tunisia, а Тумі стала однією із 30 переможців Rolex Awards for Enterprise у 2016 році; вперше серед тунісців чи тунісок. Для боротьби з опустелюваннямТумі популяризує використання дерев. Вона вважає це найкращим досвідом у всьому світі.
У жовтні 2021 року Сара Тумі розробила платформу, щоб оцифрувати свою модель і таким чином покращити відстежуваність своїх проєктів, щоб краще мати можливість їх копіювати. Вона описує себе як «дослідницю світу, що змінюється», і відстоює зелену революцію, про яку хоче розпочати в Тунісі та за його межами.

## Соціальне підприємництво
У 2011 році разом з Хатемом Махбулі та Асмою Мансур Тумі заснувала Туніський центр соціального підприємництва, присвячений тому, щоб зробити соціальне підприємництво основою туніської економіки.